# Diario di Merer
Il diario di Merer (noto anche come Papiro Jarf) è il nome dato ad alcuni registri di papiro scritti oltre 4.500 anni fa da Merer, un funzionario di medio rango che aveva il titolo di ispettore (sHD). Sono i più antichi papiri di testo conosciuti. Risalgono al 27º anno del regno del faraone Khufu, durante la IV dinastia. Il testo, scritto con geroglifici ieratici, consiste per lo più di elenchi delle attività quotidiane di Merer e del suo equipaggio. Le sezioni meglio conservate (Papiri Jarf A e B) documentano il trasporto in barca di blocchi di calcare bianco dalle cave di Tura a Giza.
I papiri sono stati trovati a Wadi al-Jarf, sulla costa del Mar Rosso, sepolti all'ingresso di alcune grotte artificiali costruite per conservare le imbarcazioni, che sono state scavate nel 2013 da una missione francese sotto la direzione degli archeologi Pierre Tallet dell'Università della Sorbona di Parigi e Gregory Marouard.
L'archeologo egiziano Zahi Hawass descrive il Diario di Merer come "la più grande scoperta in Egitto nel 21º secolo". Parte dei papiri è esposta al Museo Egizio del Cairo.

## Contenuti

### Papiro Jarf A e B
I papiri meglio conservati descrivono diversi mesi di lavoro di trasporto di pietra calcarea dalle cave di Tura Nord e Tura Sud a Giza, nel 27º anno di regno del faraone Khufu. Sebbene il diario non specifichi dove le pietre dovessero essere utilizzate o per quale scopo, dato che il diario può risalire a quella che è ampiamente considerata la fine del regno di Khufu, Tallet ritiene che molto probabilmente fossero destinate al rivestimento esterno della Grande Piramide.
Ogni dieci giorni circa, venivano effettuati due o tre viaggi di andata e ritorno, trasportando forse 30 blocchi di 2-3 tonnellate ciascuno, per un totale di 200 blocchi al mese. Al suo servizio lavoravano una quarantina di barcaioli. Il periodo coperto dai papiri va da luglio a novembre.
Le voci dei registri sono disposte tutte sulla stessa linea. In alto c'è un'intestazione che indica il mese e la stagione. Sotto di essa c'è una riga orizzontale con l'elenco dei giorni dei mesi. Sotto le voci relative ai giorni, ci sono sempre due colonne verticali che descrivono ciò che è accaduto in quei giorni (Sezione B II):
[Giorno 1] Il direttore del 6 Idjeru parte per Eliopoli con una barca da trasporto per portarci cibo da Eliopoli mentre la squadra è a Tura. Giorno 2 L'ispettore Merer passa la giornata con la sua truppa a trainare pietre a Tura Nord; passa la notte a Tura Nord.
Il diario cita anche il nome originale della Grande Piramide: Akhet-Khufu, che significa "Orizzonte di Khufu".
Oltre a Merer, nei frammenti sono menzionate alcune altre persone. Il più importante è Ankhhaf (fratellastro del faraone Khufu), noto da altre fonti, che si ritiene sia stato principe e visir sotto Khufu e/o Chefren. Nei papiri è definito nobile (Iry-pat) e sorvegliante di Ra-shi-Khufu. Quest'ultimo luogo era il porto di Giza dove, secondo Tallet, venivano trasportate le pietre del rivestimento.

### Papiro Jarf C
Costruzione di una "doppia djadja" nel Delta centrale.

### Papiro Jarf D
Lavoro per la Residenza e il Tempio della Valle (?) di Khufu.

### Altri papiri
Altri diari (E e F) e resoconti associati (da G a L e altri frammenti) sono molto più frammentari e il loro contenuto deve ancora essere decifrato e/o pubblicato.